# Christophe Léonard
Christophe Rudy Léonard (Schœlcher, 3 gennaio 1990) è un ex cestista francese.

## Palmarès
- Campionato francese: 1

Cholet: 2009-10
- Match des Champions: 1

Cholet: 2010